# Север (торговый центр)
Торговый центр «Север» — комплекс зданий универмага и ресторана в Выборге. Расположенный на главной улице Выборга — проспекте Ленина у подножия Батарейной горы торговый центр, включённый в реестр объектов культурного наследия в качестве памятника архитектуры, считается одним из самых удачных сооружений советского времени в Выборге.

## История
В соответствии с генеральным планом Выборга, утверждённым в 1963 году, предусматривалось развёртывание массового строительства на индустриальной основе путём формирования микрорайонов. С возведением в юго-восточной части города микрорайона «А» была изменена сеть улиц: Батарейная улица соединила проспект Ленина с Ленинградским шоссе, по которому осуществляется магистральный въезд в город. Но однообразие пропорций и фасадов типовых жилых домов советской архитектуры — «хрущёвок» — было подвергнуто критике как явно уступающих по художественному уровню исторической застройке города. В этих условиях в 1970-х годах перед выборгскими архитекторами встала задача по проектированию в месте перехода проспекта Ленина в Батарейную улицу масштабного комплекса зданий, призванного соединить исторические кварталы с современными жилыми микрорайонами.

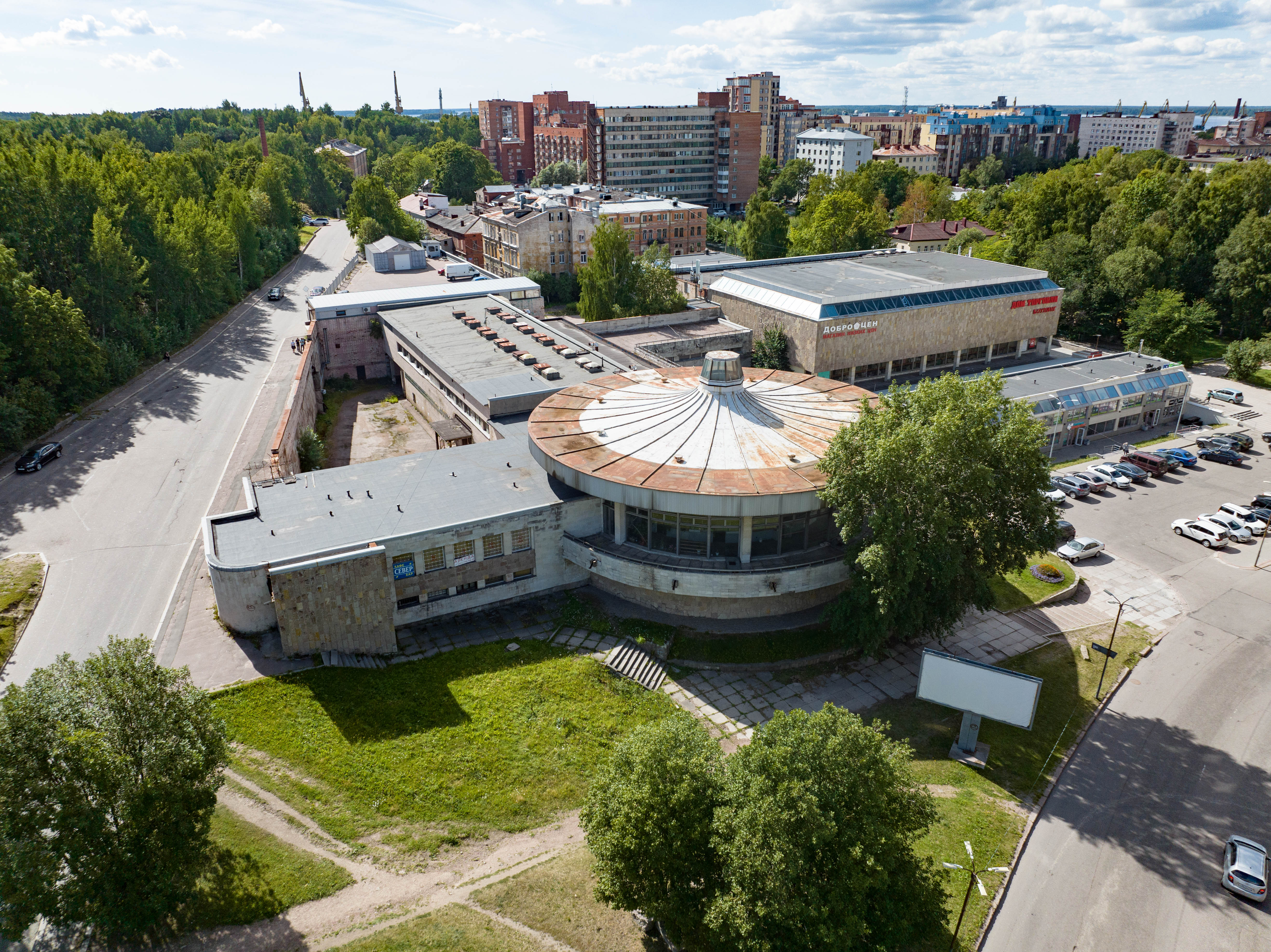
На переднем плане бывший ресторан «Север»

Таким образом, ансамбль застройки проспекта Ленина был завершён строительством по проекту архитекторов Д. П. Фридлянда и А. А. Бобкова у подножия Батарейной горы в 1974—1980 годах общественно-торгового центра, ставшего продолжением общегородского центра по оси проспекта: Рыночная площадь — Красная площадь — Батарейная гора. На первом этапе был возведён дом № 38 — многоэтажное жилое здание с продуктовыми магазинами. Второй очередью по нечётной стороне проспекта стал торговый центр «Север», включивший здания на тот момент крупнейших в Ленинградской области универмага (Дома торговли) и ресторана «Север». Предполагавшийся генпланом проект монументального пандуса с лестницами на склоне Батарейной горы, призванного стать эффектным элементом общественно-торгового центра, не был реализован: начавшиеся в 1980-х годах строительные работы были свёрнуты в условиях Перестройки и распада СССР. Напоминание о несостоявшемся строительстве — просека через Центральный парк культуры и отдыха имени М. И. Калинина от ресторана «Север» к вершине Батарейной горы. Но проект строительства продолжает рассматриваться в качестве перспективного.
По мнению искусствоведа Е. Е. Кеппа, комплекс зданий общественно-торгового центра «Север», встречающий гостей, прибывающих в город по Ленинградскому шоссе и Батарейной улице, относится к наиболее масштабным и интересным по архитектуре строениям советского времени в Выборге. Именно такие объекты, имеющие важное градостроительное значение, изображались на открытках и в изданиях фотоальбомов советских городов.
Окончание строительства торгового центра «Север» было приурочено к открытию Олимпийских игр в Москве. Кроме местных строительных организаций, активно привлекались предприятия из Ленинграда. Основными сооружениями комплекса стали прямоугольный в плане универмаг с масштабным водным резервуаром 40х10 метров и глубиной 3 метра с фонтанами вдоль фасада, а также круглый ресторан. Проект ресторана предусматривал открытую веранду на 100 мест, к которой вела извилистая лестница, но по окончании первого летнего сезона веранда закрылась навсегда. Не сохранились и оригинальные световые фонари, которые были установлены от Батарейной улицы в сторону центра. Внутри расположился каскадный зал, посередине был бассейн, в котором плавали утки. Ресторан был популярным очагом культуры: с живой музыкой, концертами популярных артистов, свадьбами, дискотеками и другими мероприятиями. В отдельных помещениях располагались кафе и бар.
В результате Перестройки «Север» перестал функционировать в качестве единого государственного комплекса: управление было передано трудовым коллективам предприятий. Проработавший только десять лет ресторан, не сумевший приспособиться к новым условиям демонтажа плановой экономики, был закрыт в 1990 году. Перестали функционировать и перешедшие в муниципальную собственность фонтаны, располагавшиеся в отделанной серым гранитом длинной и глубокой чаше, напоминавшей бассейн. В дальнейшем приватизированные помещения ресторана и универмага стали сдаваться в аренду под коммерческие цели. Включение комплекса в перечень памятников архитектуры не стало препятствием для возведения в 2014 году торговых павильонов на месте фонтанов.